# Jaime Tarsicio Guaraca
Jaime Tarsicio Guaraca (Ataco, Colombia;1932 - La Habana, Cuba; 6 de mayo de 2020), más conocido bajo el alias de Comandante Jaime Guaracas fue un guerrillero colombiano y cofundador de las Fuerzas Armadas Revolucionarias de Colombia Ejército del Pueblo (FARC-EP).

## Biografía
Su padre era un campesino de Natagaima (Tolima), se casó con su madre, que era de San Luis (Tolima), descendientes de indígenas pijaos. Se fueron a un punto de nombre Las Mercedes, del Corregimiento Santiago Pérez del municipio de Ataco (Tolima). Abrieron una pequeña finca de la que se abastecieron para abrir otra mejora que llamaron San Isidro, donde se cultivaba café, maíz, fríjol, y se sembraba pasto para criar ganado.
Acompañó a Manuel Marulanda desde muy niño. A los trece años ingresa a la guerrilla de las (FARC-EP).
Fue detenido y torturado en Palmira (Valle del Cauca). En Cali, un consejo de guerra lo condenó a 35 años y estuvo preso en la isla Gorgona. Al levantarse el Estado de sitio fue liberado y regresó a la guerrilla. 
Fue parte del secretariado de las FARC-EP durante las conversaciones de los Acuerdos de La Uribe entre el gobierno de Belisario Betancur y las FARC-EP en 1984.
Participó en los diálogos de los Acuerdos de Paz entre el gobierno colombiano y las FARC-EP en 2016.
Fue junto a Miguel Ángel Pascuas uno de los cofundadores que sobrevivió a la organización armada, desmovilizada en 2017.
Luego de su muerte, las disidencias de las FARC-EP se pronunciaron.

## Publicaciones
- Así nacieron las FARC: memorias de un comandante marquetaliano, 2015 Ocean Sur.